# Fréquence de rotation
Pour les articles homonymes, voir fréquence.
En usinage, la fréquence de rotation ou vitesse de rotation {\displaystyle n} est la vitesse angulaire de la broche d'une machine-outil, exprimée en tours par minute (tr/min).

## Définition

Fréquence de rotation visible sur un tour parallèle.

La fréquence de rotation est définie par le nombre de tours complets effectués en une unité de temps donnée par la broche, partie de la machine-outil reliée à un moteur et pouvant recevoir un élément tournant. Cette fréquence est généralement mesurée en tours par minute (tr/min), et représente la rapidité avec laquelle la broche effectue une rotation complète sur elle-même, influençant directement la vitesse de l'outil de coupe par rapport à la pièce à usiner.
Quelle que soit l'opération ou la machine utilisée, la vitesse de rotation de la broche d'une machine-outil dépend toujours de la vitesse de coupe. Cependant, selon que l'opération est réalisée en tournage ou en fraisage, le diamètre à prendre en compte est soit le diamètre de la pièce à usiner, dans le cas du tournage, soit le diamètre de l'outil de coupe, pour le fraisage. La fréquence de rotation est définie par :
{\displaystyle n={\frac {1000\cdot v_{c}}{\pi \cdot D}}}
où
- {\displaystyle n} : fréquence de rotation en tours par minute (tr/min)
- {\displaystyle v_{c}} : vitesse de coupe en mètres par minute (m/min)
- {\displaystyle \pi } : constante pi
- {\displaystyle D} : diamètre de la pièce à usiner (tournage) ou diamètre de l'outil de coupe (fraisage) (mm)

## Liens avec d'autres paramètres de coupe
La fréquence de rotation intervient dans le calcul de la vitesse d'avance.